# April 1991
Portal Geschichte | Portal Biografien | Aktuelle Ereignisse | Jahreskalender | Tagesartikel

◄ |
19. Jahrhundert |
20. Jahrhundert
| 21. Jahrhundert

◄ |
1960er |
1970er |
1980er |
1990er
| 2000er | 2010er | 2020er | ►

◄ |
1987 |
1988 |
1989 |
1990 |
1991
| 1992 | 1993 | 1994 | 1995 | ►

◄ |
Januar 1991 |
Februar 1991 |
März 1991 |
April 1991 |
Mai 1991 |
Juni 1991 |
Juli 1991 |
►
Dieser Artikel behandelt aktuelle Nachrichten und Ereignisse im April 1991.

## Tagesgeschehen

### Montag, 1. April 1991

Verkaufsrekord

- Berlin/Deutschland: Die Informationsgemeinschaft zur Feststellung der Verbreitung von Werbeträgern meldet, dass die Jugendzeitschrift Bravo im ersten Quartal 1991 pro Ausgabe im Schnitt 1,58 Millionen Mal verkauft wurde. Das entspricht einem Zuwachs von 53 % gegenüber dem Vorjahresquartal und ist der höchste Absatz pro Ausgabe des 1956 eingeführten Magazins.[1]
- Düsseldorf/Deutschland: Der Präsident der Treuhandanstalt zur Privatisierung und Abwicklung der ehemals Volkseigenen Betriebe im Beitrittsgebiet vom 3. Oktober 1990 Detlev Rohwedder wird am Abend in seinem Privathaus durch die Fensterscheibe seines Büros hindurch erschossen.[2]
- Tokio/Japan: Für Arbeiter und Angestellte wird die Wochenarbeitszeit auf maximal 44 Stunden festgesetzt. In Japan wandelt sich die Einstellung vieler Bewohner zur Arbeit. Das Streben nach einem individuellen Lebensstil wird stärker betont als bisher üblich. Ergänzend sind in dem Land, das seit dem Zweiten Weltkrieg zum globalen Spitzenreiter in vielen Bereichen der Telekommunikation und der Hochtechnologie aufstieg, Anzeichen für eine Wirtschaftsblase erkennbar.[3][4]

### Dienstag, 2. April 1991
- Monrovia/Liberia: Die Westafrikanische Wirtschaftsgemeinschaft zeigt sich, als Preis für dauerhaften Frieden, bereit zu Zugeständnissen an das De-facto-Staatsoberhaupt des Bürgerkriegslands Liberia Charles Taylor und an dessen Kampfverband Nationale Patriotische Front (NPFL) – angefangen bei einem garantierten Sitzanteil in der legislativen Versammlung von 40 % für die NPFL bis hin zum Verbot der Kandidatur bei der Präsidentschaftswahl für alle Mitglieder der Übergangsregierung mit Ausnahme von Taylor, der diese Vorschläge jedoch ablehnt.[5]

### Donnerstag, 4. April 1991
- Porto-Novo/Benin: Mit der Vereidigung des ehemaligen Ministerpräsidenten Nicéphore Dieudonné Soglo als neuer Präsident hat die westafrikanische Republik Benin erstmals seit Erlangen der staatlichen Souveränität im Jahr 1960 ein durch freie Wahlen bestimmtes Staatsoberhaupt.[6]

### Freitag, 5. April 1991
- Wiesbaden/Deutschland: Der Hessische Landtag wählt den SPD-Politiker Hans Eichel zum neuen Ministerpräsidenten. Er wird eine rot-grüne Koalition anführen.[7]

### Dienstag, 9. April 1991
- Tiflis/Sowjetunion: Rund 70 Jahre nach dem Einmarsch der Roten Armee der Sowjetunion in die damals bestehende Demokratische Republik Georgien und zehn Tage nach einem Referendum über die Separation der Georgischen SSR, in dem sich die große Mehrheit der stimmberechtigten Einwohner für die Loslösung von der Sowjetunion aussprach, erklärt der Vorsitzende des Obersten Sowjets Swiad Gamsachurdia die kaukasische Unionsrepublik unter dem Namen „Georgien“ zum eigenständigen Staat.[8]

### Mittwoch, 10. April 1991

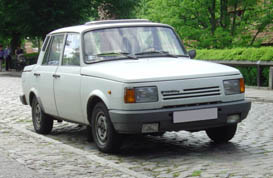
Wartburg 1.3

- Eisenach/Deutschland: Das Automobilwerk Eisenach stellt die Produktion des Pkw-Modells Wartburg 1.3 ein.[9]

### Samstag, 13. April 1991

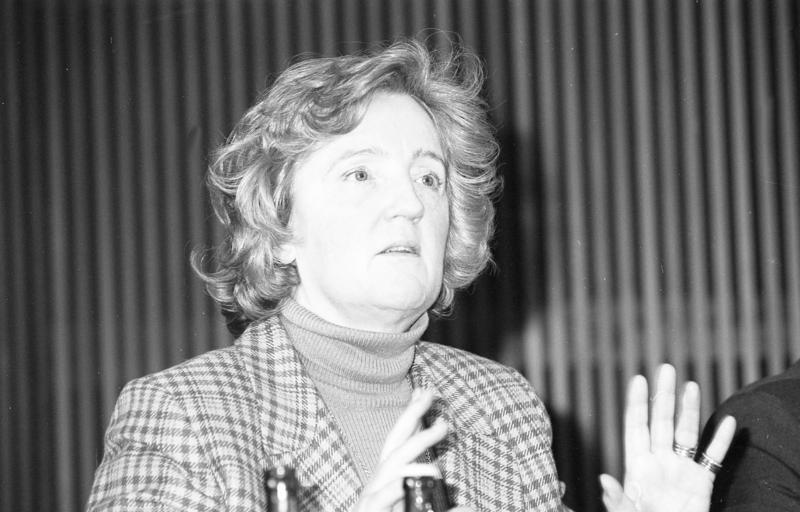
Birgit Breuel

- Berlin/Deutschland: Der Verwaltungsrat der Treuhandanstalt wählt die frühere Hamburger Senatorin und niedersächsische Ministerin Birgit Breuel (CDU) zur neuen Präsidentin der Anstalt, welche v. a. das ehemalige DDR-Volkseigentum privatisieren soll, das in den verstaatlichten oder als Staatsunternehmen gegründeten Volkseigenen Betrieben der DDR kapitalisiert war. Breuels Vorgänger im Amt wurde am 1. April erschossen.[10]

### Sonntag, 14. April 1991
- Cardiff/Vereinigtes Königreich: Die Vereinigten Staaten gewinnen das Finale der Frauen-Rugby-Union-Weltmeisterschaft 19:6 gegen England.

### Montag, 15. April 1991
- Skopje/Jugoslawien: Das Parlament der Sozialistischen Republik Mazedonien beschließt, dass der Name der Teilrepublik in „Republik Mazedonien“ geändert wird.[11]

### Mittwoch, 17. April 1991
- New York/Vereinigte Staaten: Der Aktienindex Dow Jones Industrial Average notiert zum Ende des Handelstags bei circa 3.004 Indexpunkten und damit zum ersten Mal seit seiner Einführung gegen Ende des 19. Jahrhunderts bei einem Tageswert jenseits von 3.000 Punkten.[12]

### Sonntag, 21. April 1991

Der neue Landtag von Rheinland-Pfalz

- Mainz/Deutschland: Bei der Landtagswahl in Rheinland-Pfalz kehren sich die politischen Verhältnisse im Landtag um. Mit Ministerpräsident Carl-Ludwig Wagner als Spitzenkandidat erhält die CDU lediglich 38,7 % der Stimmen und unterbietet ihr 1951 erzieltes historisch niedrigstes Ergebnis von 39,2 %. Die SPD jedoch erreicht mit Spitzenkandidat Rudolf Scharping 44,8 %. Das bedeutet den höchsten Stimmenanteil ihrer Geschichte. Als Koalitionspartner stehen für sie die FDP (6,9 %) oder die Grünen (6,5 %) zur Auswahl.[13]

### Dienstag, 23. April 1991
- Oblast Moskau/Sowjetunion:  Der sowjetische Präsident Michail Gorbatschow einigt sich mit Vertretern der aserbaidschanischen, kasachischen, kirgisischen, russischen, tadschikischen, turkmenischen, ukrainischen, usbekischen und weißrussischen Teilrepubliken bei den „9+1“-Gesprächen in Nowo-Ogarjowo auf die Ausarbeitung einer weniger zentralistischen Unionsverfassung.[14]

### Donnerstag, 25. April 1991

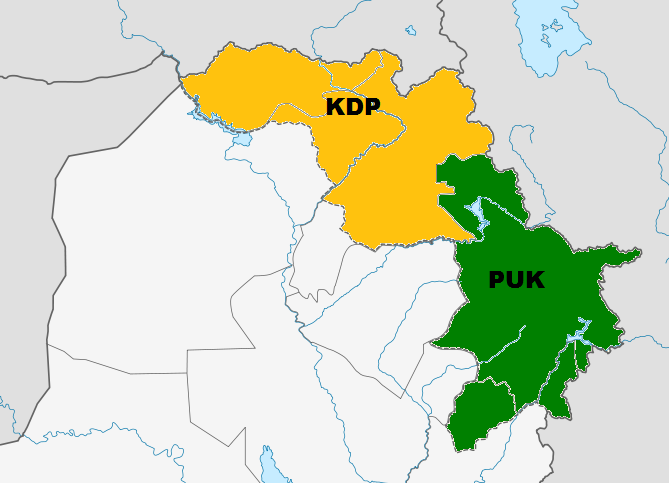
Kurdengebiet im Nordirak

- Bagdad/Irak: Die regierende Baath-Partei und Vertreter der irakischen Kurden unter Führung von Dschalal Talabani von der Patriotischen Union Kurdistans (PUK) vereinbaren in einem Vertrag die Einrichtung einer Autonomen Region Kurdistan im nordirakischen Kurdengebiet, in welchem neben der PUK auch die Demokratische Partei Kurdistans (KDP) die politische Führung ausübt.[15]

### Freitag, 26. April 1991

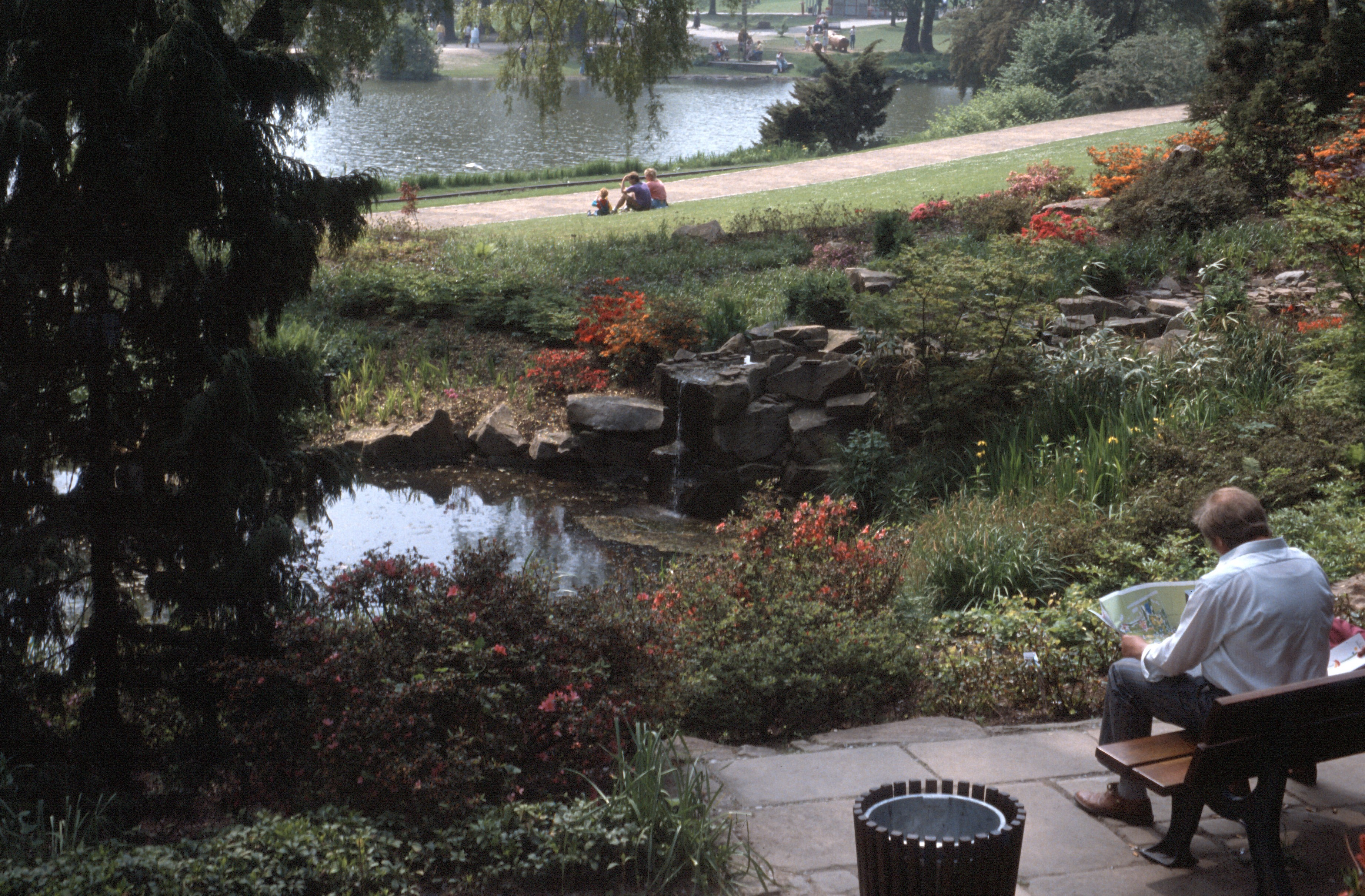
Bundesgartenschau im Westfalenpark

- Dortmund/Deutschland: Im Westfalenpark wird die 21. Bundesgartenschau (BUGA) eröffnet, es ist nach 1959 und 1969 die dritte BUGA auf dem Gelände.[16]

### Montag, 29. April 1991

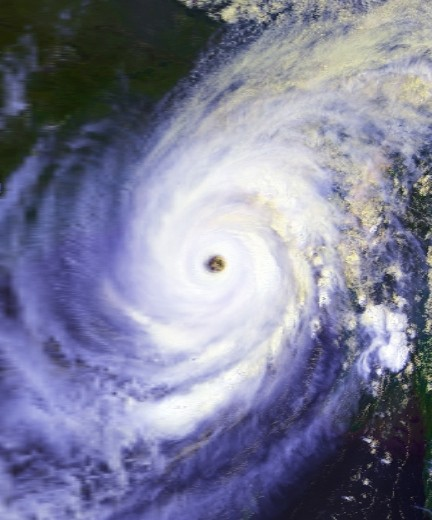
Bangladesh-Zyklon

- Chittagong/Bangladesh: Der Bangladesh-Zyklon namens „02B“ trifft mit einer Geschwindigkeit von mehr als 250 km/h auf die südwestliche Region des Landes und löst eine 6 m hohe Flutwelle aus. Nach ersten Schätzungen liegt die Zahl der Todesopfer weit über 100.000, und über zehn Million Menschen verlieren ihr Obdach.[17]
- New York/Vereinigte Staaten: In seiner Resolution 690 beschließt der Sicherheitsrat der Vereinten Nationen (UN) die Errichtung einer Mission für die Organisation eines Referendums in der Westsahara. Die UN-Vertreter sollen den Waffenstillstand im Konflikt zwischen den Kämpfern für eine unabhängige Demokratische Arabische Republik Sahara einerseits und den marokkanischen Streitkräften andererseits überwachen sowie ein Referendum über die von der Bevölkerung gewünschte Staatszugehörigkeit vorbereiten.[18]
- Sowjetunion: Ein Erdbeben der Stärke 7,3 MS erschüttert den Kaukasus. Die Zahl der Toten wird auf mindestens 100 geschätzt. Die größten Schäden entstehen im zentralen Teil der Georgischen Sozialistischen Sowjetrepublik, die sich erst vor wenigen Wochen als „Georgische Republik“ einseitig zum souveränen Staat erklärte.[19]

### Dienstag, 30. April 1991

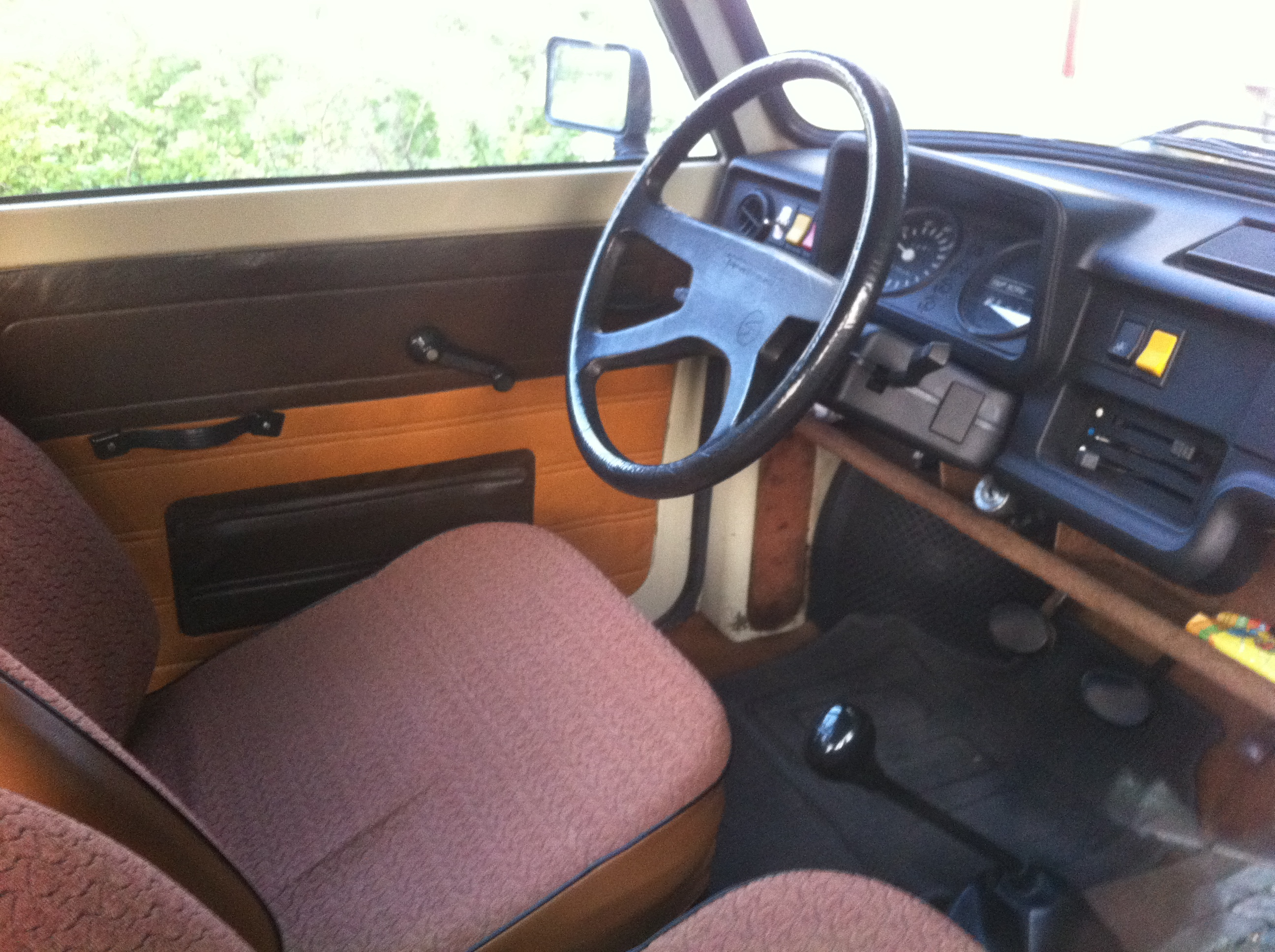
Trabant 1.1, Interieur

- Schönefeld/Deutschland: Mit zwei Flügen vom Flughafen Berlin-Schönefeld zum Flughafen in Schwechat bei Wien und zurück endet die Passagierbeförderung der Fluggesellschaft Interflug GmbH, deren Vorgängerunternehmen die einzige Fluggesellschaft der DDR war.[20]
- Zwickau/Deutschland: Der letzte Pkw vom Typ Trabant läuft vom Band. Er trägt die Fahrgestellnummer 3.069.099.[21]